# Брезен (Германия)
Брезен (нем. Bräsen) — населённый пункт в Германии, в земле Саксония-Анхальт. Подчиняется администрации города Косвиг района Анхальт-Цербст.
Население составляет 155 человек (на 31 декабря 2008 года). Занимает площадь 6,75 км².

## История
Впервые упоминается в 1307 году. В 1326 году значится в документах как Брезин. Название связано с лужицким словом бреза — берёза.
Брезен ранее имел статус коммуны. 1 января 2010 года вошёл в состав города Косвиг.